# Dicranum bryoides
Dicranum bryoides là một loài rêu trong họ Dicranaceae. Loài này được Hedw. Sw. mô tả khoa học đầu tiên năm 1801.